# The Life of Emile Zola

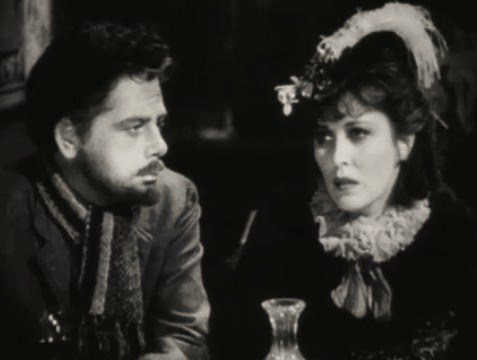
Paul Muni i Erin O'Brien-Moore en un fotograma de la pel·lícula

The Life of Emile Zola és una pel·lícula dirigida per William Dieterle i protagonitzada per Paul Muni. Tot i el títol de la pel·lícula, aquesta es centra bàsicament en el paper de l’escriptor Emile Zola en l'afer Dreyfus. Estrenada 2 d’octubre de 1937, fou nominada en deu categories en els Premis Oscar de 1937 aconseguint tres premis, entre ells el de millor pel·lícula. L’Associació de Crítics de Cinema de Nova York també li atorgà la distinció de millor pel·lícula i millor actor aquell any. L'any 2000 el National Film Registry de la Biblioteca del Congrés dels Estats Units la va seleccionar per a la seva preservació degut al seu interès cultural, històric o estètic,

## Argument
Emile Zola i Paul Cezanne comparteixen unes golfes atrotinades on el fred entra per tots cantons. La mare de Zola li aconsegueix una feina en una editorial per a que així es pugui casar amb Alexandrine, però la parella segueix sent molt pobre. Quan es publica el llibre de Zola “La confessió de Claude”, les seves crítiques als funcionaris de la ciutat criden l'atenció de la policia i fan que perdi la feina. Zola continua escrivint sobre la corrupció i les vida dura de la gent, però no hi ha gaire interès pels seus llibres fins que coneix una prostituta, Nana, i escriu la seva història. La publicació de “Nana” fa que Zola per fi sigui un escriptor d’èxit i cada llibre nou augmenta la seva fama. Finalment, s'anuncia que Zola rebrà la Legió d'Honor. Cezanne visita els Zola abans de marxar cap al Sud i adverteix l’escriptor que no es torni gros i complaent amb la seva feina. Mentrestant, es descobreix que certs secrets de l'exèrcit francès han arribat als alemanys i Alfred Dreyfus, un jueu, és acusat de traïdoria. Encara que protesta per la seva innocència i les proves apunten al comte Walsin-Esterházy, Dreyfus és condemnat i reclòs a l'Illa del Diable. L'esposa de Dreyfus, Lucie, es compromet a netejar el nom del seu marit i visita Zola per suplicar-li que l'ajudi. Ell s’en desfà dient que els seus dies de lluita s'han acabat. Tanmateix, comença a llegir les evidències que Lucie ha deixat en marxar i, recordant les paraules de Cezanne, decideix ajudar Dreyfus. Escriu el famós "J'accuse" i és jutjat per difamació. Amb l'aprovació pública, Zola és declarat culpable i condemnat a presó però fuig del país cap a Anglaterra on continua denunciant la situació. Finalment, el cas Dreyfus es reobre i Zola pot tornar a casa. Mentre s'aixeca tard una nit escrivint, inhala gas monòxid de carboni d'una estufa defectuosa i mor abans de tenir el plaer de veure en Dreyfus reintegrat amb el seu rang complet.

## Repartiment
- Paul Muni (Émile Zola)
- Gloria Holden (Alexandrine Zola )
- Gale Sondergaard (Lucie Dreyfus)
- Joseph Schildkraut (capità Alfred Dreyfus)
- Donald Crisp (Fernand Labori)
- Erin O'Brien-Moore (Nana)
- John Litel (Charpentier)
- Henry O'Neill (coronel Georges Picquart)
- Morris Carnovsky (Anatole France)
- Louis Calhern (Major Dort)
- Ralph Morgan (comandant de Paris)
- Robert Barrat (major Ferdinand Walsin Esterhazy)
- Vladimir Sokoloff (Paul Cézanne)
- Grant Mitchell (Georges Clemenceau)
- Harry Davenport (cap de l’estat major)
- Robert Warwick (Major Henry)
- Charles Richman (M. Delagorgue)
- Gilbert Emery (ministre de guerra)
- Walter Kingsford (coronel Sandherr)
- Paul Everton (assistent cap estat major)
- Montagu Love (M. Cavaignac)
- Frank Sheridan (M. Van Cassell)
- Lumsden Hare (Mr. Richards)
- Marcia Mae Jones (Helen Richards)
- Florence Roberts (mare de Zola)
- Dickie Moore (fill de Dreyfus)
- Rolla Gourvitch (filla de Dreyfus)

## Producció
Muni i Dieterle ja havien participat en el rodatge d’una altre biografia d’un francès famós, “The Story of Louis Pasteur” (1936) per a la Warner Bros. l’any anterior. Aquell 1936, l’agent literari Heinz Herald proposà una història sobre la defensa que Zola feu del cas Dreyfus a Hal Walis, productor executiu de la companyia. Walis, acordà amb Jack Warner pagar per la història i la feu reescriure per l’escriptor de la companyia Norman Reilly Raine. Wallis també contractà el compositor Max Steiner per a la banda sonora de la pel·lícula. El rodatge durà vuit setmanes i tingué un cost de 699.000 dòlars. La revista FIlm Daily la col·locà la primera de la llista de les 10 millors pel·lícules de l'any anterior segons una enquesta realitzada a 531 crítics.

## Premis i nominacions a l'Oscar
| Categoria                   | Nominats                                              | Resultat  |
| --------------------------- | ----------------------------------------------------- | --------- |
| Millor Pel·lícula           | Warner Bros. (Henry Blanke, productor)                | Guanyador |
| Millor director             | William Dieterle                                      | Nominat   |
| Millor actor                | Paul Muni                                             | Nominat   |
| Millor actor secundari      | Joseph Schildkraut                                    | Guanyador |
| Millor guió adaptat         | Heinz Herald, Geza Herczeg i Norman Reilly Raine      | Guanyador |
| Millor disseny de producció | Anton Grot                                            | Nominat   |
| Millor so                   | Nathan Levinson, Warner Bros. Studio Sound Department | Nominat   |
| Millor banda sonora         | Leo F. Forbstein, música dirigida per Max Steiner     | Nominat   |
| Millor ajudant de direcció  | Russ Saunders                                         | Nominat   |
| Millor història             | Heinz Herald i Geza Herczeg                           | Nominat   |